# 織田長裕
織田 長裕（おだ ながひろ）は、江戸時代後期の旗本。通称は仁作、専次郎。官位は従五位下・侍従、淡路守。

## 生涯
高家旗本織田長孺の次男として誕生した。生母は南部信依の娘光。
天保6年（1835年）12月10日、長孺の隠居により家督を相続する。天保11年（1840年）7月20日、高家職に就任、従五位下・侍従・淡路守に叙任する。嘉永7年（1854年）10月9日、病気を理由に高家職を辞任する。高家末席に列する。
安政2年（1855年）3月26日に隠居し、子の信真に家督を譲る。慶応4年(1868年)閏4月24日没、年齢不詳。旧領であった千葉県鴨川市(安房国朝夷郡真門村)に墓がある。

## 系譜
- 父：織田長孺
- 母：南部信依の娘
- 正室：毛利高標の娘
- 継室：常子 - 田村村資の次女、離縁
- 生母不明の子女
  - 男子：織田信真
  - 男子：武田鐡之丞 - 武田崇信の婿養子。明治4年（1871年）離縁